# Amanda Altamirano
Amanda Elisa Altamirano Guerrero (Coquimbo, 5 de noviembre de 1925 - Coquimbo, 13 de septiembre de 2014) fue una modista y política comunista chilena, diputada y gobernadora del antiguo Departamento de Coquimbo.

## Biografía
Nació en Coquimbo el 5 de noviembre de 1925. Hija de Manuel Altamirano y Rosa Guerrero González.
El 19 de agosto de 1944 se casó con Eduardo Olivares Villalobos y tuvieron cinco hijos.
En el ámbito laboral, trabajó como modista.

### Trayectoria política
En cuanto a sus actividades políticas, se incorporó al Partido Comunista de Chile, donde desempeñó el cargo de secretaria política. Fue dirigente de la Unión de Mujeres de Coquimbo y presidenta del Centro del Frente Popular de esa misma ciudad. Fue presidenta de los Centros de Madres "Arturo Godoy" y "Anita Lizana". En 1963 se presentó como candidata a regidora en las elecciones municipales en Coquimbo, pero no resultó elegida.
En 1970 fue nombrada gobernadora del Departamento de Coquimbo por el recién electo presidente Salvador Allende. Renunció el 24 de mayo de 1972 para ser candidata a diputada en la elección complementaria de julio de ese año.
Fue elegida diputada en la elección complementaria de julio de 1972 para ocupar la vacante dejada por el diputado Cipriano Pontigo Urrutia, quien falleció el 5 de mayo de 1972. Juró como diputada el 11 de octubre de 1972, en representación de la Cuarta Agrupación Departamental "La Serena, Coquimbo, Elqui, Ovalle, Combarbalá e Illapel".
En 1973 resultó elegida diputada en las elecciones parlamentarias, en representación de la misma Agrupación Departamental, "La Serena, Coquimbo, Elqui, Ovalle, Combarbalá e Illapel", período 1973-1977. Durante su gestión integró la Comisión Permanente de Vivienda y Urbanismo. El golpe de Estado del 11 de septiembre de 1973 puso término anticipado al período ya que el Decreto-Ley 27, del 21 de septiembre de ese año, disolvió el Congreso Nacional y declaró cesadas las funciones parlamentarias a contar de la fecha.
En septiembre de 1973, tras el golpe de Estado, fue prisionera política, estando detenida en Santiago. Fue liberada el 4 de octubre de 1974. Su nombre aparece en el listado de personas reconocidas como víctimas de prisión política y tortura, elaborado por la Comisión Valech.
En 1992 se presentó como candidata a concejal en las elecciones municipales en Coquimbo, no resultando electa.
Fue condecorada por el Partido Comunista, con la medalla "Luis Emilio Recabarren".

## Historial electoral

### Elecciones municipales de 1963
- Elecciones municipales de 1963, Coquimbo[9]

### Elección complementaria de 1972
- Elección parlamentaria complementaria de julio de 1972 - Diputado para la Cuarta Agrupación Departamental (Coquimbo)[10]

### Elecciones parlamentarias de 1973

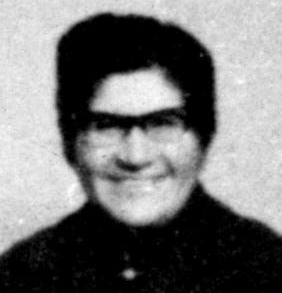
Amanda Altamirano en 1973.

- Elecciones parlamentarias de 1973 - Diputados para la Cuarta Agrupación Departamental (Coquimbo)

### Elecciones municipales de 1992
- Elecciones municipales de 1992 - Alcalde y concejales para la comuna de Coquimbo